# Goldener Ring (Deichanlage)
Goldener Ring bezeichnet die erste durchgehende Deichanlage entlang der gesamten friesischen Nordseeküste, die um das Jahr 1300 fertiggestellt wurde und das Hinterland vor Hochwassern und Sturmfluten schützen sollte.
Mit der Zeitenwende um Christi Geburt, begann der Meeresspiegel der Nordsee stärker anzusteigen als in den vorangegangenen 800 Jahren. Zunächst gelang es den Bewohnern der Küstenniederungen ihre Behausungen und Vieh mit dem Bau von Wurten und Warften vor Hochwassern zu schützen. Der Schutz der Felder war damit jedoch nicht möglich, die durch die Überschwemmung mit Salzwasser schwer geschädigt wurden. Erste planmäßige, regionale Eindeichungen, in Form von niedrigen Erdwällen, wurden an der Nordseeküste im 11. Jahrhundert begonnen. Diese einzelnen Deiche wurden nach und nach miteinander verbunden, bis die vollständige friesische Küste am Ende des 13. Jahrhunderts mit einer durchgehenden Deichanlage, dem Goldenen Ring umschlossen war. Die Deichanlage erstreckte sich von Ostfriesland über Butjadingen, Dithmarschen und Nordfriesland, ebenso waren die Unterläufe der Flüsse von Dämmen eingefasst. Die mit der Eindeichung von ihrer natürlichen Entwässerung abgeschnittenen Flächen, mussten in der Folge durch Fluttore und windbetriebene Schöpfwerke künstlich entwässert werden. Der Goldene Ring gilt als Vorläufer des umfassenden Küstenschutzes an der deutschen Nordseeküste.